# Alexandre Delcommune

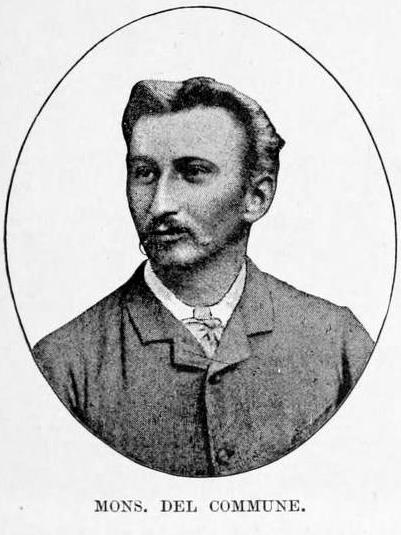
Porträt von Alexandre Delcommune, Auszug aus H. M. Stanleys Buch The Congo and the founding of its free state; a story of work and exploration (1885).

Alexandre Delcommune (* 6. Oktober 1855 in Namur, Belgien; † 7. August 1922 in Brüssel, Belgien) war ein belgischer Afrikaforscher und Kolonialadministrator, der zu Beginn der 1880er Jahre für den belgischen König Leopold II. im Kongo-Freistaat eingesetzt war.

## Biographie

### Frühe Jahre
Delcommune wurde in eine Soldatenfamilie hineingeboren. Sein Vater war Sergeant Major im belgischen Pionierkorps, bevor er seinen Abschied nahm und für belgische und französische Eisenbahngesellschaften tätig wurde. Er studierte am Atheneum in Brüssel und arbeitete anschließend drei Monate als Angestellter am Brüsseler Nordbahnhof, bevor er wegen Langeweile kündigte.

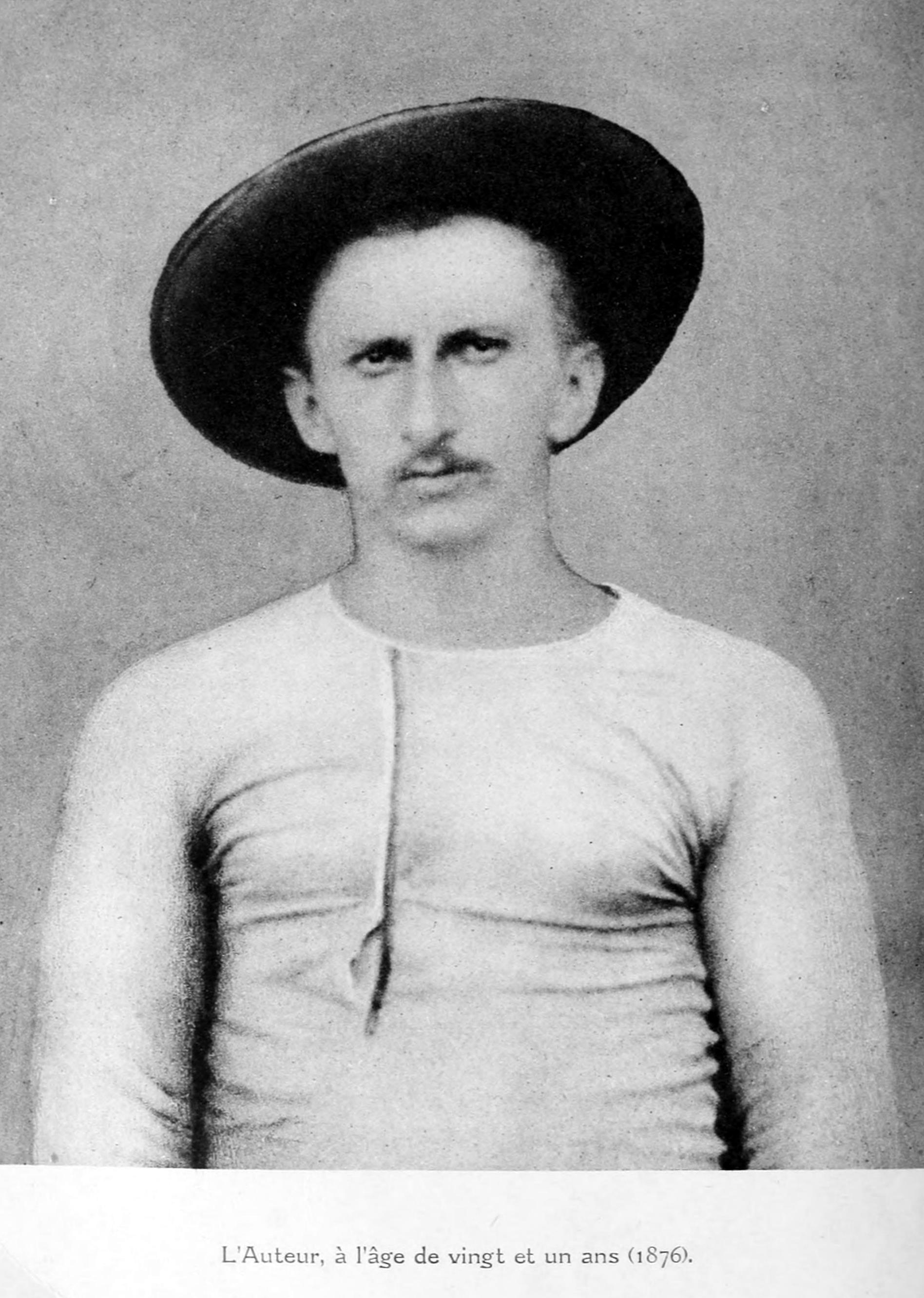
Delcommune mit 21 Jahren

Im Januar 1874 reiste er nach Portugal, um für seinen Halbbruder, den Direktor einer französischen Olivenölfabrik, zu arbeiten. Auch hier gelangweilt von der Tätigkeit, ließ er seinen Bruder ein Empfehlungsschreiben an einen seiner portugiesischen Freunde schreiben, damit er nach Brasilien oder Portugal gehen konnte. Sechs Monate später kam er in São Paulo de Loanda, dem heutigen Luanda, an und reiste weiter nach Ambriz, wo er sich dem französischen Handelsunternehmen Lasnier-Daumas, Lartigue et Cie anschloss. Zu dieser Zeit war er einer von nur sechzehn Europäern im Kongo und der einzige Belgier. 1874 war er in Boma, wo er ein Jahr später Henry Morton Stanley während dessen Durchquerung des Kontinents von Ost nach West traf.

### Die Berliner Konferenz zur Teilung Afrikas 1884
1883 trat Delcommune der Internationalen Afrika-Gesellschaft (A.I.A.) bei. Ein Jahr später wurde er zum Direktor der belgischen Fabriken in Boma und Noki ernannt und übernahm die Leitung der zukünftigen Hauptstadt des Freistaats Kongo in Boma. Seine Aufgabe war es, die lokalen Häuptlinge zur Anerkennung der belgischen Souveränität zu bewegen. Am 19. April 1884 wurden drei wichtige Abkommen unterzeichnet. Delcommune hatte Erfolg, da er Boma schon lange kannte und eine Tochter des obersten Häuptlings von Boma geheiratet hatte. Die anderen Europäer, die am Unterlauf des Kongo Handel trieben, waren wütend über seine Täuschung bei der Erlangung der Verträge. Trotz eines im Februar 1884 unterzeichneten englisch-portugiesischen Vertrags erreichte er die Anerkennung des Etat Independent du Congo (deutsch: Kongo-Freistaat), die auf der Kongokonferenz in Berlin 1884 ratifiziert wurde, auf der das Gebiet an der Mündung des Kongo zwischen Portugiesen, Franzosen und Belgiern aufgeteilt wurde.

### Erforschung des Kongobeckens
1886 erhielt Delcommune von Albert Thys den Auftrag, zu untersuchen, ob der Bau einer Eisenbahn rentabel wäre. Dabei ging es darum, den gesamten schiffbaren Teil des Kongobeckens zu erkunden, festzustellen, welche Art und Menge an Waren zu erwarten waren, und zu beurteilen, ob dies die Investition rechtfertigen würde. Für diese Mission organisierte er den Transport der Komponenten des Dampfers Le Roi des Belges über Land nach Leopoldville, wo das Boot zusammengebaut wurde. Die Reise dauerte vier Monate, und für die Montage und den Stapellauf des Dampfers kamen weitere fünf Monate hinzu. Anschließend erkundete er den Kasai, den Fimi, den Sankuru, den Leopold-II-See, den Lubefu, den Kwango und den Kwilu. Er gelangte im Kongo bis zu den Stanley Falls, fuhr den Lomami hinauf und erkundete den Aruwimi. Er legte in einem Jahr 12.000 Kilometer (7.500 Meilen) Wasserwege zurück.

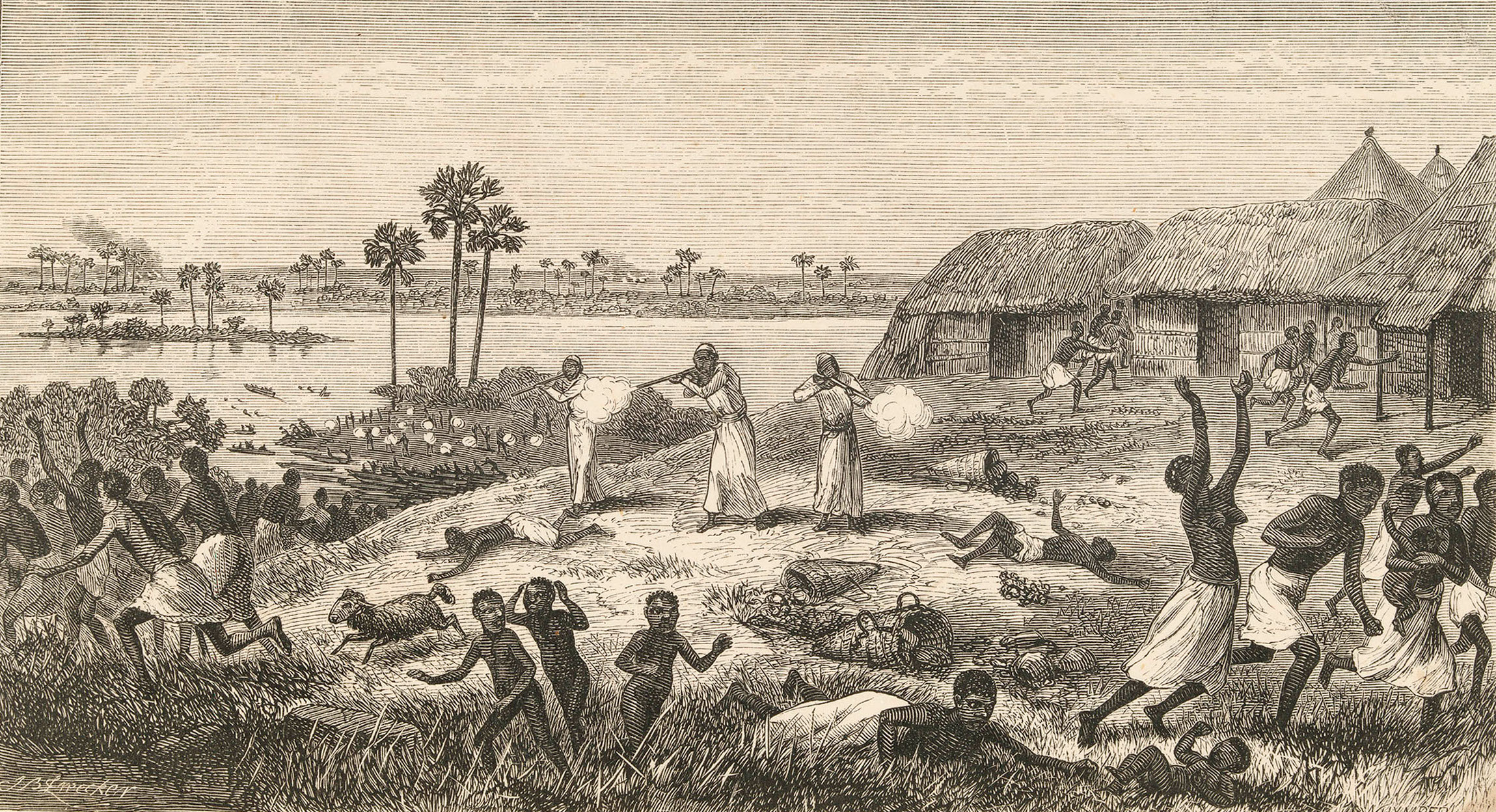
Das Massaker an den Manyuema-Frauen in Nyangwe (Originaltitel) aus den Tagebüchern von David Livingstone. Drei Männer von Dugumbé ben Habib schossen auf die Frauen auf dem Markt von Nyangwe am 15. Juli 1871.

Delcommune gründete unter anderem die Stationen Nioki, Tolo und Dekese im Distrikt Mai Ndombe. Während dieser Reise klärte er eine noch offene geografische Frage, als er feststellte, dass der Lomani tatsächlich ein Nebenfluss des Kongo war, wie Stanley vermutet hatte. Er fand auch heraus, dass Nyangwe, ein wichtiges Sklavenhandelszentrum am Lualaba-Fluss, nur drei Tagesreisen östlich des Lomami lag.
Seine Reise den Lomani aufwärts, die er als leicht zu bewältigen empfand, dauerte siebzehn Tage und führte über 920 km bis etwa zum 4. südlichen Breitengrad. Der Fluss verläuft parallel zum Kongo, mündet unterhalb der Barriere der Stanleyfälle in diesen und reicht weit nach Süden. Diese Entdeckung eröffnete einen wichtigen Weg ins Landesinnere.

### Expedition nach Katanga
Albert Thys hatte 1887 die Compagnie Congolaise pour le Commerce et l’Industrie (CCCI) gegründet. König Leopold gewährte ihm umfangreiche Handelsprivilegien, da sein Unternehmen als Bollwerk gegen britische Interessen galt. Als Delcommune 1889 nach Brüssel zurückkehrte, übernahm er die Leitung einer CCCI-Expedition nach Katanga von 1890 bis 1893. Die für die Expedition gegründete „Compagnie du Katanga“ war theoretisch eine private Organisation, in der Praxis jedoch ein Instrument des Freistaats Kongo. Die Vorbereitungen für die Expedition begannen im Mai 1890, und die Expedition verließ Matadi im September desselben Jahres. Mit Delcommune reisten der Geologe Diderrich, der Naturforscher Protche, Dr. Briard, Baron de Roest d’Alkemade und Graf Soutchoff. Delcommune wurde beauftragt, die Region zu erkunden und auf Bodenschätze sowie eventuelle Probleme bei Transport und Kommunikation zu untersuchen. Die Expedition verließ Kinshasa am 17. Oktober 1890 auf zwei Dampfern. Die Ville de Bruxelles wurde vom Staat und die Florida von der Haut Congo Society gestellt.

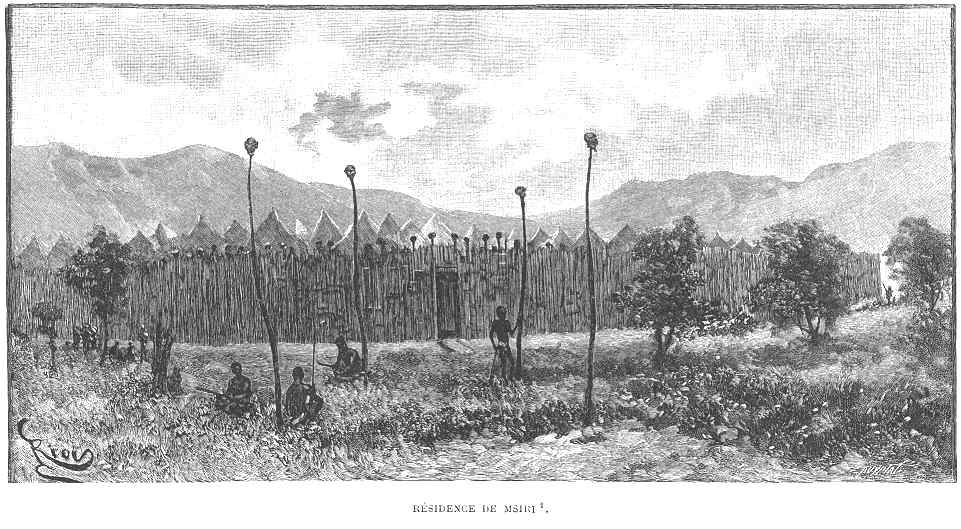
Msiris Boma in Bunkeya. Die Gegenstände auf den vier Pfählen, unter denen einige von Msiris Kriegern versammelt sind, sind Köpfe seiner Feinde. Weitere Schädel befinden sich auf den Pfählen, die die Palisade bilden.

In Katanga hatte der Nyamwezi-Händler Msiri um 1860 die Macht ergriffen und sein Reich auf einen großen Teil des Luapula-Tals ausgedehnt. Zum Zeitpunkt von Delcommunes Expedition war seine Herrschaft bereits stark geschrumpft und sowohl die Belgier im Freistaat als auch die Briten unter Cecil Rhodes aus dem südlichen Afrika waren entschlossen, das rohstoffreiche Gebiet von Katanga vollständig unter ihre Kontrolle zu bringen. Msiri weigerte sich allerdings, mit einer der beiden Mächte einen formellen Vertrag abzuschließen. Eine kleine Truppe belgischer Soldaten einer Expedition unter der Leitung von Paul Le Marinel hatte Anfang 1891 immerhin die Erlaubnis erhalten, einen Posten in der Nähe von Msiris Hauptstadt zu errichten.
Delcommunes Expedition hatte in erster Linie die Goldsuche und in zweiter Linie die Besiedlung des Landes zum Ziel. Delcommune sollte versuchen, Msiri zur Anerkennung der belgischen Herrschaft zu bewegen und anschließend weiter nach Süden zu den vermuteten Goldvorkommen vorzudringen. Seine gewählte Route den Lualaba von Bena-Kamba hinauf erwies sich allerdings als äußerst schwierig, da viele Stromschnellen zu überwinden waren. Am 3. Mai 1891 erreichte die Expedition N’Gongo-Lutita. Dort trafen sie Rachid, den Neffen und einen der Nachfolger Tippu-Tips, der ihnen Träger zur Verfügung stellte. Delcommune reiste über Land weiter und schloss unterwegs Verträge mit den lokalen Häuptlingen. Delcommunes Expedition erreichte Bunkeya im Oktober 1891, konnte Msiri jedoch nicht davon überzeugen, die belgische Herrschaft anzuerkennen, und zog weiter Richtung Süden.
Im Dezember 1891 traf eine größere Expedition unter William Grant Stairs aus Sansibar in Bunkeya ein. 1887, im Alter von 25 Jahren, war der in Kanada geborene Ingenieur, Soldat und Söldner William Grant Stairs stellvertretender Kommandant von Henry Morton Stanleys Expedition zur Entsetzung von Emin Pascha in Äquatoria. 1891 wurde er beauftragt, eine Expedition nach Bunkeya zu leiten, um Msiri zur Unterwerfung zu bewegen. Stairs verlangte von Msiri, die Souveränität Leopolds II. über sein Territorium anzuerkennen. Msiri weigerte sich erneut und floh in ein nahegelegenes Dorf, wo er von Mitgliedern von Stairs' Truppen getötet wurde. Der Widerstand endete somit und Katanga kam unter belgische Herrschaft.
Im August 1892 kehrte Delcommunes Expedition über den Tanganjikasee nach Norden zurück. Dort kam er einer Gruppe von Missionaren der London Missionary Society in Albertville zu Hilfe, die von arabischen Sklavenhändlern bedroht wurden. Bei dem Versuch, die Kontrolle über das arabische Fort zu erlangen, wurden die Belgier jedoch zurückgeschlagen. Von den 650 Männern, die Delcommunes Expedition begleitet hatten, verloren bis zum Ende der Expedition im Februar 1893 543 ihr Leben.

### Spätere Karriere
Nach der Katanga-Expedition übernahm Delcommune zunächst eine Funktion in der CCCI-Unternehmensgruppe und kehrte 1895 nach Europa zurück, wo ihm König Leopold II. von Belgien eine Stelle als Inspektor des Freistaats (französisch Inspecteur d’état) anbot. Delcommune lehnte ab, da er nicht länger Zeit in Afrika verbringen wollte. In seinen viel später verfassten Memoiren erklärte er, er sei mit den brutalen Methoden zur Entwicklung der Kautschukwirtschaft nicht einverstanden gewesen. Im selben Jahr kehrte er als Inspektor der SAB in den Kongo zurück. Er reiste weiter und besuchte Brasilien sowie die niederländischen und britischen Kolonien in Asien. Außerdem wurde er zusammen mit Albert Thys Teilhaber einer Kakaoplantage in São Tomé.
Während des Ersten Weltkriegs griff Delcommune die Kolonialverwaltung scharf an. Er forderte verbesserte sanitäre Einrichtungen, ein pragmatisches, hauptsächlich auf die Landwirtschaft ausgerichtetes Bildungssystem und Maßnahmen zur Senkung der Warenpreise in der Kolonie, bei gleichzeitiger Einführung von Mindestpreisen für einheimische Produkte. Delcommune starb am 7. August 1922 in Brüssel.

## Andenken
Ein belgischer Dampfer, der im Ersten Weltkrieg auf dem Tanganjikasee gegen die Schutztruppe für Deutsch-Ostafrika eingesetzt wurde, trug den Namen Alexandre Del Commune. Sein Name geht auf den künstlichen See Delcommune in der Nähe von Kolwezi zurück, der durch einen Damm am Lualaba entstand und den Kupferbergbau mit Elektrizität aus Wasserkraft und Wasser versorgte.

## Auszeichnungen
- Kommandeur des belgischen Leopoldordens;
- Großkreuz des Afrikanischen Sternenordens;
- Ritter des belgischen Löwenordens;
- Gedenkmedaille für die Katanga-Expeditionen im Jahr 1893 (Auszeichnung des Kongo-Freistaats);
- Médaille de la Campagne arabe (Auszeichnung des Kongo-Freistaats);
- Kommandeur des preußischen Kronenordens;
- Kommandeur des persischen Sonnen- und Löwenordens.

## Trivia
Der spätere Autor Joseph Conrad war in den Kongo gereist, in der Hoffnung, sich Delcommunes Expedition im Jahr 1890 als Kapitän der Florida anzuschließen, wurde jedoch von Delcommunes Bruder Camille feindselig aufgenommen und bekam die Stelle nicht. Conrad verarbeitete seine Erfahrungen im Kongo in seinem Roman Herz der Finsternis.